# Rio 2
Rio 2 este un film 3D de animație și aventură din anul 2014, produs de Blue Sky Studios și distribuit de 20th Century Fox. Regizat de Carlos Saldanha, este al doilea film al seriei, și o continuare a Rio (2011). Filmul face referire la orașul brazilian Rio de Janeiro, unde are loc acțiunea filmului.
Filmul aduce laolată vedete internaționale precum:Jesse Eisenberg, Anne Hathaway, will.i.am, Jamie Foxx, George Lopez, Tracy Morgan, Jemaine Clement, Leslie Mann, Bruno Mars, Janelle Monae, Rodrigo Santoro, și Jake T. Austin, filmul fiind lansat la nivel mondial pe 20 martie 2014 în cinematografele din USA. Rio 2 este ultimul film a lui Don Rhymer înainte ca acesta să se stingă pe 28 noiembrie 2012. Premiera românească a avut loc pe 11 aprilie 2014, în 3D, varianta subtitrată și dublată, fiind distribuit de Odeon Cineplex.

## Acțiune
Blu, Jewel și cei trei copilași ai lor trăiesc, domesticiți, viața perfectă în orașul magic Rio de Janeiro. Jewel decide, însă, că e timpul ca cei trei copii să învețe să trăiască sălbatic, ca orice pasăre liberă, astfel că propune familiei să se aventureze cu toții în pădurea Amazonului. În vreme ce Blu se străduiește să se integreze între noii vecini, începe să se teamă că i-ar putea pierde pe Jewel și pe copii, înțelegând că aceștia ar putea prefera sălbăticia..

## Muzică

### Coloana sonoră
Coloana sonoră a filmului este lansată la 25 martie 2014 de Atlantic Records.
Track listing
| Nr.             | Titlu                                | Cântăreț(i)                                                                                          | Lungime |  |
| 1.              | „What Is Love?”                      | Janelle Monáe                                                                                        | 3:31    |  |
| 2.              | „Rio Rio” (feat B.o.B)               | Ester Dean                                                                                           | 2:41    |  |
| 3.              | „Beautiful Creatures”                | Barbatuques, Andy García, și Rita Moreno                                                             | 2:07    |  |
| 4.              | „Welcome Back”                       | Bruno Mars                                                                                           | 1:08    |  |
| 5.              | „Ô Vida”                             | Carlinhos Brown și Nina De Freitas                                                                   | 1:47    |  |
| 6.              | „It's a Jungle Out Here” (Brazilian) | Philip Lawrence                                                                                      | 3:59    |  |
| 7.              | „Don't Go Away” (feat Uakti)         | Anne Hathaway și Flavia Maia                                                                         | 2:38    |  |
| 8.              | „Batucada Familia”                   | Carlinhos Brown, Siedah Garrett, Jamie Foxx, Rachel Crow, Amy Heidemann, Andy García, și Rita Moreno | 2:42    |  |
| 9.              | „Poisonous Love”                     | Kristin Chenoweth și Jemaine Clement                                                                 | 3:30    |  |
| 10.             | „I Will Survive”                     | Jemaine Clement și Kristin Chenoweth                                                                 | 1:51    |  |
| 11.             | „Bola Viva”                          | Carlinhos Brown                                                                                      | 3:22    |  |
| 12.             | „Favo De Mel”                        | Milton Nascimento                                                                                    | 3:08    |  |
| 13.             | „It's a Jungle Out Here”             | Philip Lawrence                                                                                      | 4:00    |  |
| 14.             | „What Is Love”                       | Janelle Monáe, Anne Hathaway, Jesse Eisenberg, Jamie Foxx, și Carlinhos Brown                        | 2:43    |  |
| Lungime totală: | Lungime totală:                      | Lungime totală:                                                                                      | 39:07   |  |

### Coloană sonoră ulterioară
Un album adițional unde îl regăsim pe John Powell ca și producător, este lansat pe 8 aprilie de către Sony Classical.
Track listing
Toate melodiile sunt compuse de John Powell, cu excepția celor adnotate.
| Nr.             | Titlu                                                                             | Lungime |  |
| 1.              | „20th Century Fox Fanfare (Samba Version)” (compus de Alfred Newman)              | 0:24    |  |
| 2.              | „Batucada People”                                                                 | 1:35    |  |
| 3.              | „Over the Falls” (feat Milton Nascimento)                                         | 3:39    |  |
| 4.              | „Breakfast in Rio”                                                                | 3:08    |  |
| 5.              | „Fireworks on the Roof” (feat Uakti)                                              | 1:27    |  |
| 6.              | „Traveling Family”                                                                | 1:59    |  |
| 7.              | „Sideshow Freaks” (feat Uakti)                                                    | 3:08    |  |
| 8.              | „Stalking the Ferry”                                                              | 2:06    |  |
| 9.              | „River Boat on the Loggers” (feat Carlinhos Brown și Uakti)                       | 2:59    |  |
| 10.             | „Escorted to the Clan” (feat Uakti și Barbatuques)                                | 5:40    |  |
| 11.             | „Up Carla's Monkey” (feat Uakti)                                                  | 2:15    |  |
| 12.             | „Spider Invite” (featUakti și Barbatuques)                                        | 2:46    |  |
| 13.             | „Humans Are Longer Than They Told Me” (fea Uakti)                                 | 2:23    |  |
| 14.             | „Tongue-apult to Blu's Nightmare”                                                 | 2:08    |  |
| 15.             | „Red Bullies” (feat Uakti)                                                        | 3:19    |  |
| 16.             | „Tantrums Lead to Explosions” (feat Uakti)                                        | 3:42    |  |
| 17.             | „Lollipops Are Bad for Your Teeth” (feat Milton Nascimento, Uakti și Barbatuques) | 3:55    |  |
| 18.             | „Battle for the Heart of the Forest”                                              | 4:45    |  |
| 19.             | „Romeo and Juliet's Unfortunate Demise” (featUakti și Barbatuques)                | 3:52    |  |
| Lungime totală: | Lungime totală:                                                                   | 55:10   |  |